# Рихло Іван
Іва́н Рихло́ (27 червня 1891, Шишківці, Кіцманського району — 15 серпня 1968 року, Румунія) — лікар, військовий і громадський діяч. Перший голова лікарського товариства у Карпатській Україні.

## Життєпис
Служив у легіоні УСС. В 1915 перебував в російському полоні. У 1917 став одним з організаторів Січових Стрільців у Києві. У 1918 році, за спогадами Мирона Кордуба, — санітарний лікар міністерства здоров'я Української держави (Літопис Червона Калина, 1930, № 11, стаття «В посольстві до гетьмана», с.10). У 1918–1920 — санітарний шеф Корпусу Січових Стрільців, пізніше Дійової Армії УНР.
Через певні життєві обставини змушений був перебувати в Кременці над Іквою, де 27 квітня 1919 року вінчається з Дарією Данчаківською з роду Крижанівських (матір — Александра Крижанівська). З часом молода сім'я переїжджає на постійне місце проживання до Ужгорода, де на вулиці Підгірній 6 купують будинок. Тут формувався світогляд і його сина Андрія, який також працюватиме в медичній сфері.
В 1938 Іван Рихло переїжджає до Хуста, де знайомиться з такими відомими людьми Карпатської України як Долинай Микола, Клочурак Степан, Пкревузник. Отож і сім'я Окопенків і сім'я Рихло після бурхливих подій в Карпатах перебирається до Кошиць, де Іван Рихло працює дільничним терапевтом. За зв'язки з Карпатською Україною лікаря переслідували сталінські агенти, як згадував його син, життя йому зберегли тим, що в 1942 році в Празі Володимир Бірчак опублікував в одному з журналів некролог про його батька, тим самим агенти більшовицької Москви викреслили його зі своїх списків.
Рихло часто подорожував. Але в одній подорожі по Румунії 15 серпня 1968 року в автокатастрофі лікар загинув.
Після 1939 року до України не повертався також і Андрій Рихло, який теж був лікарем, мав видруковано декілька наукових праць, але дисертаційну працю так і не було йому затверджено тільки тому, що це був син Українського націоналіста — таке тавро дали йому більшовицько-каґебістські агенти. Важка хвороба, холанґіокарцинома печінки, зломила лікаря — щирого українця і 25 серпня 2005 року він відійшов у вічність забравши з собою ще багато відомостей про роботу першого українського лікарського товариства Карпатської України головою якого був його батько Іван. Похований Андрій Рихло на кладовищі Барцин Кошіці.